# Басийон-Возе
Басийо́н-Возе́ (фр. Bassillon-Vauzé) — коммуна во Франции, находится в регионе Аквитания. Департамент — Атлантические Пиренеи. Входит в состав кантона Тер-де-Люи и Кото-дю-Вик-Бий. Округ коммуны — По.
Код INSEE коммуны — 64098.

## География

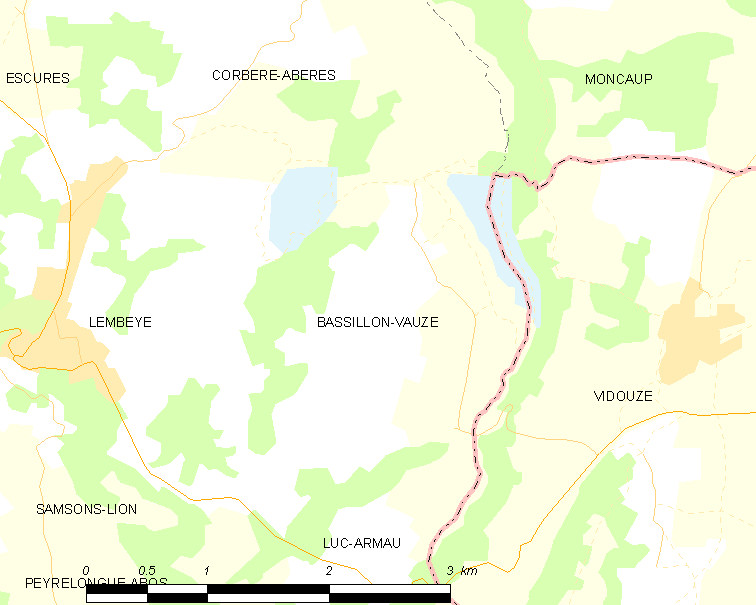
Карта коммуны

Коммуна расположена приблизительно в 630 км к югу от Парижа, в 160 км южнее Бордо, в 30 км к северо-востоку от По.
На востоке коммуны протекает река Ларсис, а на севере расположено озеро Басийон-Возе.

### Климат
Климат тёплый океанический. Зима мягкая, средняя температура января — от +5°С до +13°С, температуры ниже −10 °C бывают редко. Снег выпадает около 15 дней в году с ноября по апрель. Максимальная температура летом порядка 20-30 °C, выше 35 °C бывает очень редко. Количество осадков высокое, порядка 1100 мм в год. Характерна безветренная погода, сильные ветры очень редки.

## Население
Население коммуны на 2010 год составляло 72 человека.
| 1962 | 1968 | 1975 | 1982 | 1990 | 1999 | 2010 |
| ---- | ---- | ---- | ---- | ---- | ---- | ---- |
| 95   | 75   | 76   | 77   | 76   | 72   | 72   |

## Администрация
| Период | Период | Фамилия       | Партия | Примечания |
| ------ | ------ | ------------- | ------ | ---------- |
| 1995   | 2014   | Жан-Клод Мори |        |            |
| 2014   | 2020   | Клод Лагаррю  |        |            |

## Экономика
В 2010 году среди 47 человек трудоспособного возраста (15-64 лет) 32 были экономически активными, 15 — неактивными (показатель активности — 68,1 %, в 1999 году было 73,9 %). Из 32 активных жителей работали 28 человек (16 мужчин и 12 женщин), безработных было 4 (2 мужчин и 2 женщины). Среди 15 неактивных 4 человека были учениками или студентами, 6 — пенсионерами, 5 были неактивными по другим причинам.

## Достопримечательности
- Церковь Св. Варфоломея (XVI век)[4]

## Фотогалерея

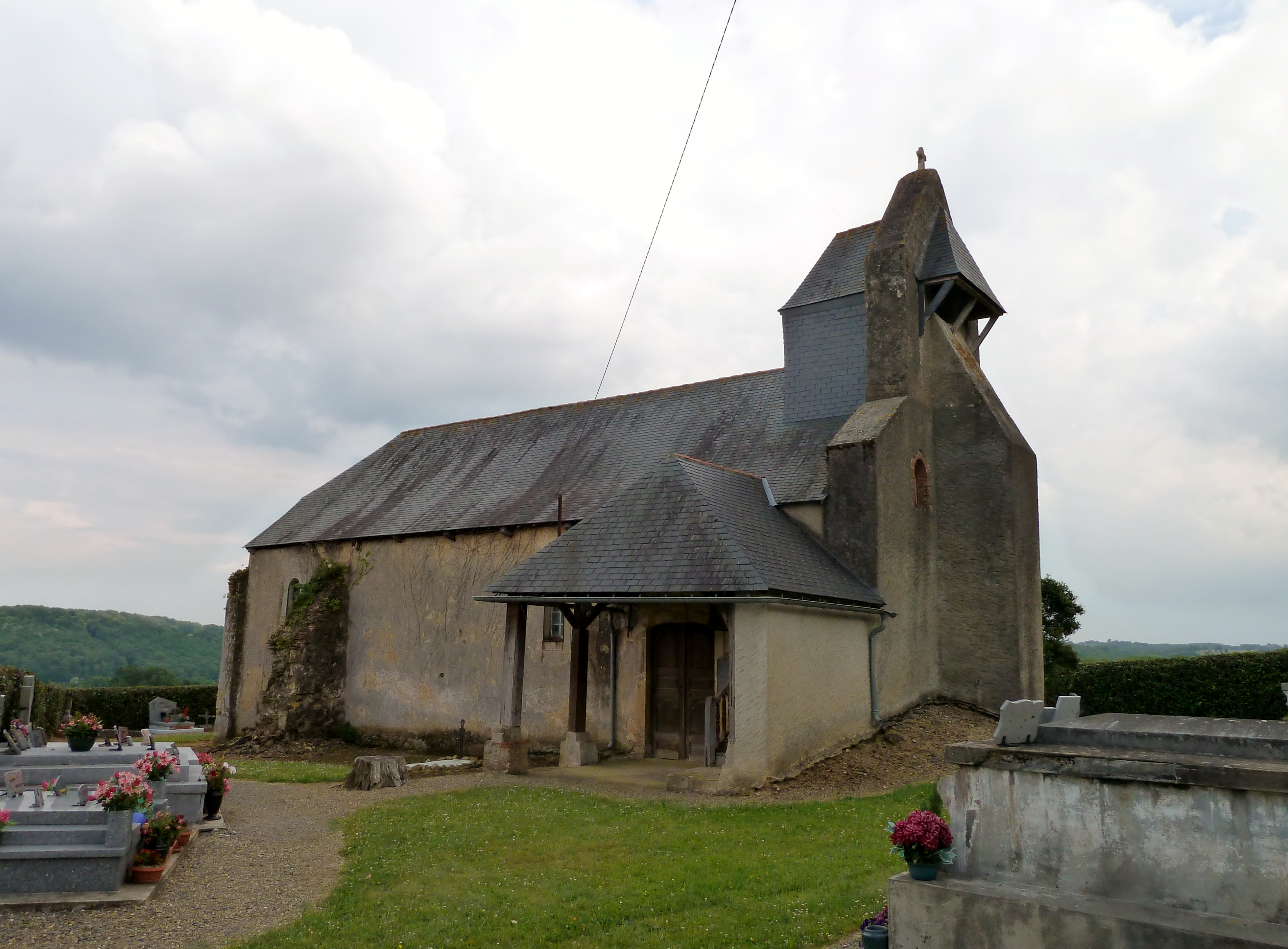
Церковь Св. Варфоломея
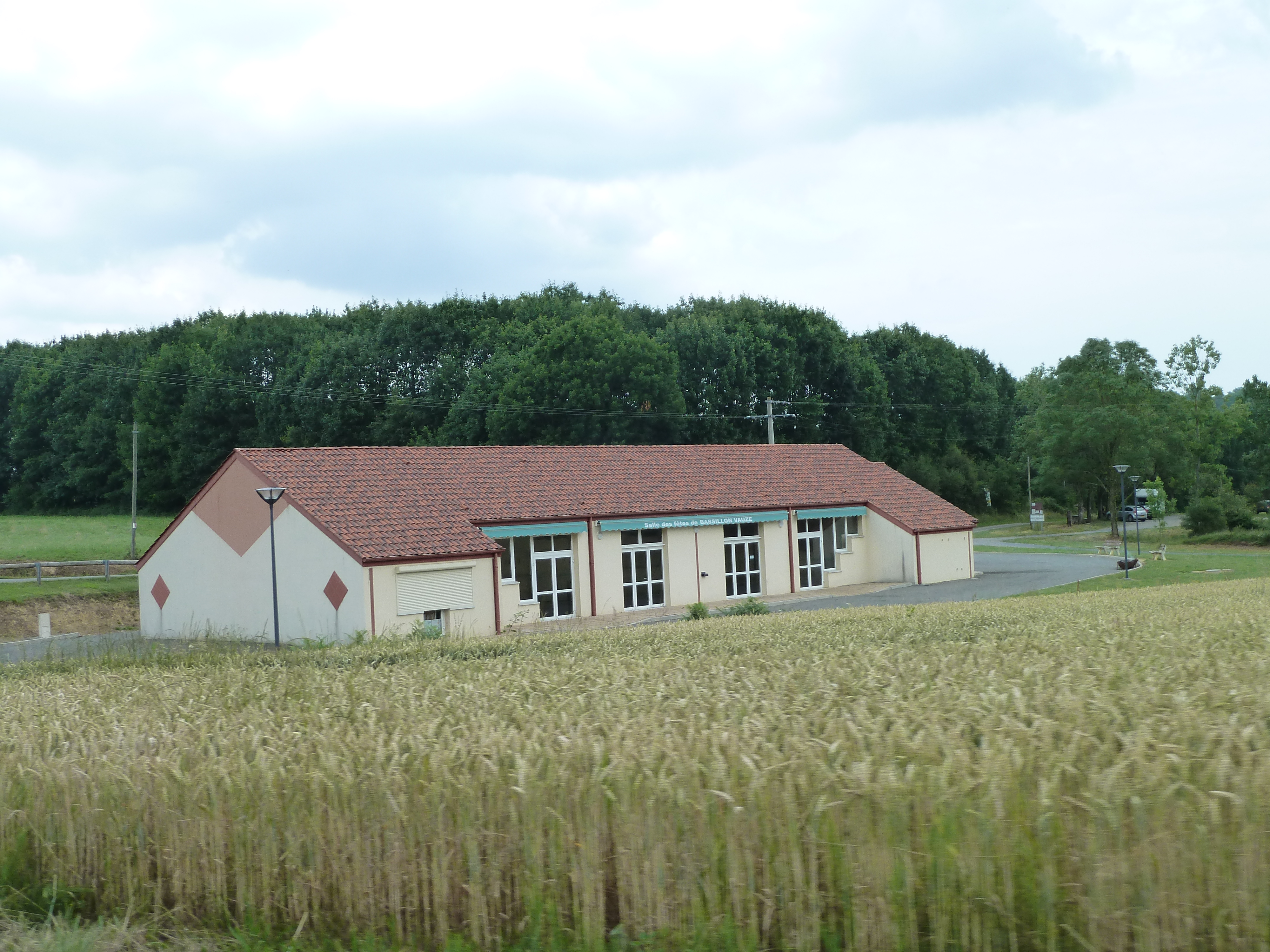
Зал
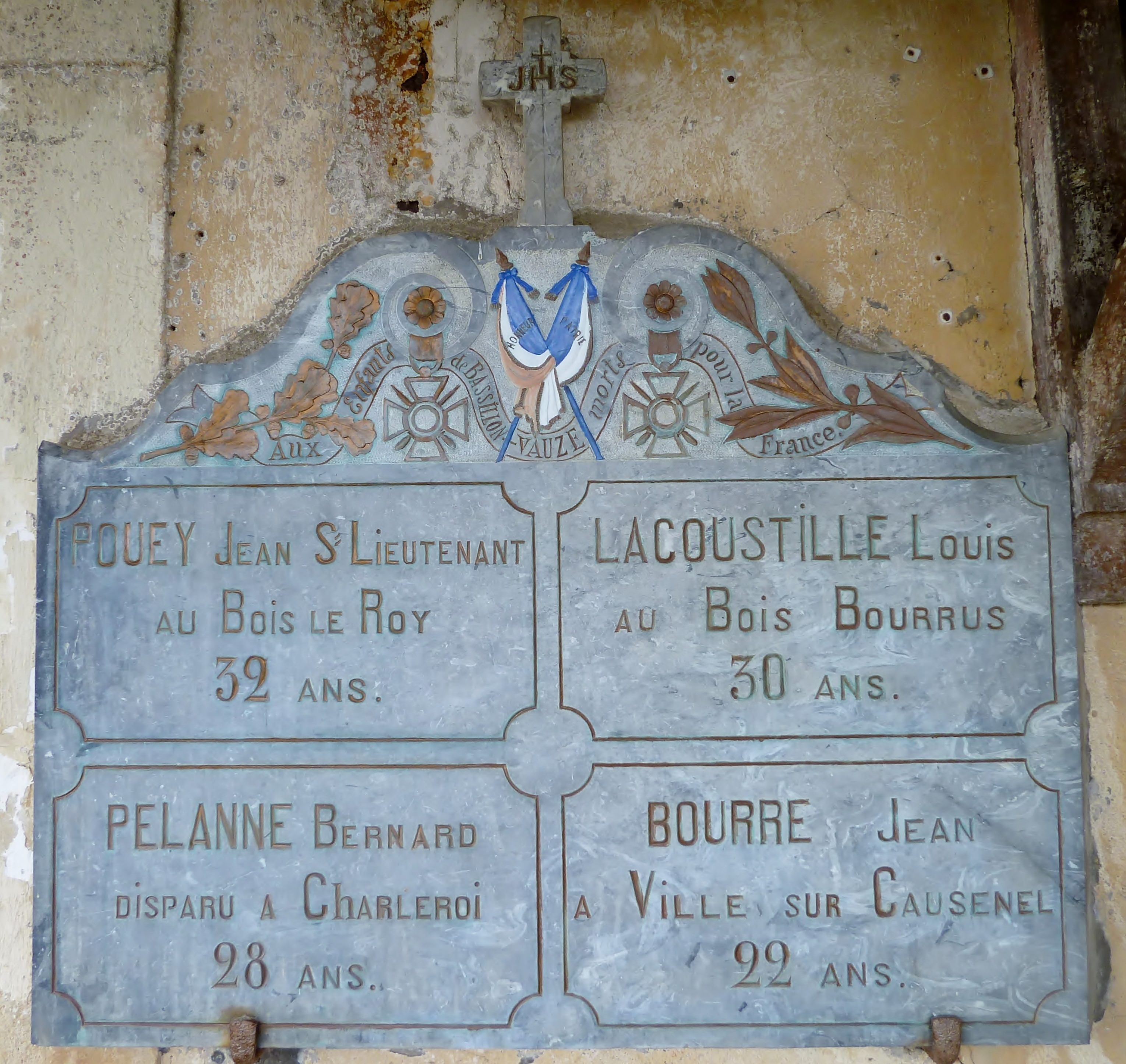
Военный мемориал